# Alexander Mankowski
Alexander Mankowski (* 10. September 2000) ist ein deutscher Fußballspieler.

## Karriere
Mankowski begann seine Karriere bei Wacker Burghausen. Im Oktober 2018 debütierte er für die erste Mannschaft von Burghausen in der Regionalliga. In der Saison 2018/19 kam er zu fünf Regionalligaeinsätzen. In der Saison 2019/20 absolvierte er bis zur COVID-bedingten Saisonunterbrechung elf Partien für Wacker. Im Sommer 2020 wechselte er zum Ligakonkurrenten SV Schalding-Heining. Bis zum endgültigen Abbruch der Saison 2019/20 kam er dort viermal zum Einsatz. In der Saison 2021/22 absolvierte der Innenverteidiger 32 Partien in der bayrischen Regionalliga, aus der er mit Schalding zu Saisonende allerdings abstieg.
Daraufhin wechselte Mankowski zur Saison 2022/23 zum österreichischen Zweitligisten Floridsdorfer AC. Sein Debüt in der 2. Liga gab er im Juli 2022, als er am ersten Spieltag jener Saison gegen den Grazer AK in der Startelf stand. Insgesamt kam er zu 24 Zweitligaeinsätzen für die Wiener. Nach der Saison 2022/23 verließ er Floridsdorf wieder.
Nach einem halben Jahr ohne Verein wechselte er im Januar 2024 zu den drittklassigen Amateuren der SV Ried. Im Mai 2024 spielte er dann auch erstmals für die Zweitligaprofis der Oberösterreicher. Für Ried kam er zu fünf Zweitligaeinsätzen, ehe er den Verein im Januar 2025 wieder verließ. Daraufhin wechselte er zur viertklassigen Union Ostermiething. Für Ostermiething kam er zu 14 Einsätzen in der OÖ Liga, in denen er sechsmal traf.
Zur Saison 2025/26 wechselte er zu Regionalligist SV Horn.